# سام بالدوك
سامويل إدوارد توماس بالدوك (بالإنجليزية: Samuel Edward Thomas Baldock)‏ (مواليد 15 مارس 1989 في باكنغهام إنجلترا - ) هو لاعب كرة قدم إنجليزي، يلعب كمهاجم.

## وصلات خارجية
سام بالدوك على موقع قاعدة بيانات كرة القدم.إي يو (الإنجليزية)
- سام بالدوك على موقع Soccerbase.com (لاعب) (الإنجليزية)
- سام بالدوك على موقع Soccerway.com (الإنجليزية)
- سام بالدوك على موقع عالم كرة القدم.نت (الإنجليزية)